# Клара Томпсон
Клара Мејбл Томпсон, (енгл. Clara Mabel Thompson; Провиденс, 3. октобар 1893 — 20. децембар 1958. Њујорк) била је истакнута америчка психоаналитичарка и суоснивачица Института Вилијам Алансон Вајт. Објављивала је бројне чланке и књиге о психоанализи, а  посебно о психологији жена.

## Биографија
Рођена је 1893. године у Провиденсу главном граду савезне државе Роуд Ајланд у САД. Потиче из религиозне породице, средње класе. Њени родитељи били су баптисти, при чему је њена мајка била посебно строга у својим вјерским погледима. Њен отац, био је успјешан послован и самоуки човјек који је успео да постане директор велепродајне компаније за лијекове, најпре радећи као кројач и трговац. Била је више везана за оца док је њен девет година млађи брат био ближи мајци.
У дјетињству је била повучена, највећи дио слободног времена проводила је бавећи се спортом и разним активностима на отвореном па су је због тога често називали "мушкарачом". Као одлична ученица, одлучила је још у гимназији да постане медицински мисионар. Вођена тим циљем уписала се 1912. године на Женски колеџ (Пемброк Колеџ) на Универзитету Браун. Клара је овде пронашла нову интелектуалну стимулацију која је довела у питање њене дотадашње религијске ставове па је због тога одустала од планова за мисионарксу каријеру. Уместо тога одлучила је да постане љекар и престала је да посећује цркву. Таква одлука је погодила њену мајку што је за посљедицу имало њихово међусобно удаљавање. Студије је 1916. наставила на медицинском факултету Универзитету Џонс Хопкинс. На другој години студија, њено пријатељство са колегиницом Луцијом Доли, психотерапеуткињом која је Клару упознала са концептима психоанализе, имало је пресудан утицај на њен професионални развој. Због Клариног великог интересовања за психонализу, Доли ју је позвала да преко љета ради у психијатријској болници Света Елизабета у Вашингтону. Тамо је упознала психијатра Вилиама Алансон Вајта који је Клари дао подстицај да специјализира психијатрију и крене да се бави психоанализом. Такође је стажирала у њујоршкој амбуланти за жене и дјецу, а специјализацију из психологије завршила је на клиници Фипс 1925.
Успоставила је приватну праксу и постала сарадник Харија Стек Саливана. Предавала на Васарском колеџу и Њујоршком психоаналитичком институту. Саливан се интересовао за рад Шандора Ференција, европског психоаналитичара који се специјализовао за пацијенте који су претрпјели тешку трауму, желио је да му он буде аналитичар али није имао довољно новца да оде у Будимпешту где се Ференци налазио. Умјесто тога, предложио је Клари да она оде у Будимпешту и научи Ференцијеве технике те да их касније донесе и развије у САД. Томпоснова одлази у Будимепешту 1928. године и кренула на сеансе код Ференција. Затим се 1934. године враћа се у САД, али овога пута у Њујорк, оставивши иза себе Џонс Хопкинс у Балтимору. Придружује се Њујоршком Психоаналитичком Институту, гдје почиње да предаје психоанализу. Радећи у овом институту
упознала је Карен Хорнај. Заједно са њом, Томпсонова се посебно заинтересовала за психологију жене, а већину својих истраживања током наредних 20 година посветила је питањима развоја женске сексуалности. Карен Хорнај и Клара Томпсон блиско су сарађивале током 30-тих година развијајући феминистичку психоаналитичку теорију. Утицај Карен Хорнај најбоље се може видети у најпознатијем Кларином чланку "Жене и зависност од пениса" објављеном 1943. године. У овом контраверзном раду, Клара је критиковала Фројдово схватање да код жена постоји физиолошка основа за зависност од пениса, уместо тога, указала је на социјалну и културну дискриминацију жена.
Суоснивач је Америчког удружења за напредак психоанализе и изабрана је за првог потпредседника овог удружења. Објавила је преко 50 радова, чланака и приказа током своје каријере, као и три књиге, укључујући Психоанализу: еволуција и развој (1950). Заједно са Ерих Фромом, Харијем Стеком Саливаном, Фридом Фром Рајхман Дејвид Риоч и Жанет Риоч оснива 1943. Институт за психијатрију, психоанализу и психологију Вилијам Алансон Вајт у Њујорку. У овом Институту је радила све до своје смрти 1958. а дуго година је обављала дужност извршног директора.

## Допринос психологији
Писала је књиге и радове о настанку и развоју психоанаилзе. Њено главно дело "Психоанализа: Еволуција и развој" (1950) представља покушај да се прати развој психоанализе усред све већег броја школа и њиховог међусобног неслагања. Такође бавила се и истраживањем културне антропологије као додатном доприносу развоја психоанализе. Књига је настала на захтев њених ученика јер су били збуњени различитим приступима различитих психоаналитичких школа.
Клара Томпсон је развој психоанализе поделила на четири периода: 
1. 1885-1900: У овом периоду Фројд развија основне идеје психоанализе које остају у центру неких школа све до данашњих дана.
2. 1900-1910/1920: Указује се на биолошки значај сексуланог развоја детета.
3. 1910-1925: Фокус се проширио на читаву личност.
4. 1925- до данас: Поглед психоанализе проширио се од утицаја само унутрашњих сила до утицаја културе и других људи.Такво схватање је прихватила и сама Томпсонова, да утицај културе и међуљудских односа никада се не може одбацити у психоанализи.